# Динамо-Урал
«Дина́мо-Ура́л» — российский мужской волейбольный клуб из города Уфы. Создан в 1992 году как «Нефтяник Башкирии». Базируется на стадионе «Динамо» и спортивном комплексе «Урал».
Серебряный призёр чемпионата России и Кубка вызова (2012/13). Цвета: тёмно-синий, оранжевый.

## История
Прародителями «Урала» являются созданные в 1977 году команды «Тантал» Уфимского авиационного института и «Уфимкабель» Уфимского кабельного завода. В 1983 году обе команды объединены в команду «Тантал» Уфимского авиационного института. В 1985 году «Тантал» стал победителем чемпионата РСФСР среди вузов и Спартакиады авиационных вузов СССР.
В 1992 году финансовую поддержку коллективу стало оказывать производственное объединение «Башнефть» и был образован клуб «Нефтяник Башкирии», взявший старт в чемпионате России среди команд второй лиги. За короткий срок уфимцы под руководством Валерия Багметова прошли путь из второй лиги до Суперлиги, в которой постоянно выступают с 1996 года.
Перед дебютом в дивизионе сильнейших состав команды усилили известные по выступлениям за ЦСКА Юрий Маричев и Олег Антонов, а также Сергей Овчинников, Владислав Макаров, Игорь Чутчев и Вадим Якубов, вместе с которыми на площадку выходили волейболисты, выступавшие за клуб с момента его основания — Радик Каримов, Андрей Подкопаев, Станислав Тюрин, Андрей Лобанов. По результатам предварительного этапа чемпионата России-1996/97 «Нефтяник Башкирии» сумел пробиться в шестёрку команд-участниц основного этапа, опередив опытный «Самотлор». Основной этап уфимцы начали выездной победой над «Искрой», но затем потерпели 19 поражений подряд и отправились в переходный турнир, по итогам которого сохранили прописку в Суперлиге. В следующем сезоне «Нефтяник» в борьбе за выживание опередил петербургский «Автомобилист», а в чемпионате 1998/99 годов, перед началом которого из команды ушли Юрий Маричев, Олег Антонов и Александр Гусев, одержал лишь три победы, замкнув шестёрку участников турнира.
В 1999 году с возвращением в команду Маричева и Гусева «Нефтяник Башкирии» добился наивысшего результата в Кубке России, став серебряным призёром этого турнира, но в чемпионатах страны по-прежнему не претендовал на высокие места, следствием чего стала смена главного тренера — в 2001 году команду покинул её основатель Валерий Багметов.
С 2001 года уфимский коллектив, переименованный в «Нефтяник Башкортостана», выступал под руководством Владимира Герасимова, в 2003 году команду возглавил Юрий Маричев. В сезоне-2004/05 в Уфе дебютировал болгарский связующий Николай Иванов, который стал первым в истории российского волейбола иностранцем, выполнявшим функции капитана команды Суперлиги, а по ходу чемпионата к коллективу присоединился кубинский доигровщик Османи Хуанторена. В чемпионате России-2005/06 «Нефтяник» впервые в истории вышел в плей-офф, где в 1/4 финала драматичным образом уступил «Факелу» — после двух побед в Новом Уренгое со счётом 3:0 уфимцы проиграли три матча подряд. Тем не менее команда Юрия Маричева смогла финишировать на высоком 5-м месте и завоевала путёвку в Кубок Европейской конфедерации волейбола.
В 2007 году «Нефтяник Башкортостана» был объединён в единую клубную систему с командой «Энергетик», выступавшей в высшей лиге «А». Преобразованный клуб получил название «Урал», а его трансферная политика всё больше стала ориентироваться на приглашение опытных российских игроков и известных легионеров. В составе «Урала» выступали заслуженные мастера спорта Алексей Казаков, Тарас Хтей, Константин Ушаков, Евгений Митьков, Александр Корнеев, а также Максим Терёшин, Владимир Мельник, Евгений Матковский, среди иностранцев — болгары Андрей Жеков и Тодор Алексиев, француз Лоик де Кергре, американец Габриэль Гарднер, серб Саша Старович.
Летом 2009 года главным тренером «Урала» был назначен знаменитый сербский специалист Зоран Гаич, ранее работавший в «Искре». В сезоне-2009/10 команда заняла 9-е место в чемпионате России, что совсем не соответствовало классу игроков и амбициям руководства клуба, по его окончании в коллективе произошли значительные кадровые изменения и одним из самых заметных трансферов стал переход из «Зенита» американского диагонального Клейтона Стэнли. Со старта чемпионата России 2010/11 «Урал» вновь оказался в нижней части турнирной таблицы, что привело к отстранению Зорана Гаича от работы с командой; её новым тренером стал начинавший сезон в «Динамо-Янтаре» Ярослав Антонов. Добиться существенного прогресса в игре не удалось — «Урал» занял в чемпионате предпоследнее место, но остался в числе участников сильнейшего дивизиона вследствие его расширения до 16 команд.
В Открытом чемпионате России-2011/12 уфимцы под руководством итальянского тренера Анджолино Фригони заняли 5-е место. Сезон был примечателен тем, что в составе «Урала» играл прославленный связующий сборной США олимпийский чемпион Ллой Болл, до переезда в Уфу в течение пяти лет защищавший цвета казанского «Зенита».
Летом 2012 года в «Урал» перебралась линия принимающих из одинцовской «Искры» — Павел Абрамов, Алексей Спиридонов и Алексей Вербов; вместо завершившего карьеру Ллоя Болла был приглашён чемпион Европы-2007 испанский связующий Мигель Анхель Фаласка, а вторым легионером стал чемпион мира-2010 диагональный сборной Бразилии Леандро Виссотто. В Уфе также продолжили карьеру прежний капитан новосибирского «Локомотива» блокирующий Андрей Ащев и доигровщик Максим Пантелеймоненко. «Урал» дошёл до финала Кубка вызова, в котором уступил итальянской «Пьяченце» и успешно выступил в чемпионате России, впервые в истории завоевав медали Суперлиги. Плей-офф начался для уфимцев победами над харьковским «Локомотивом», а затем, несмотря на болезнь главного тренера Анджолино Фригони, команда под руководством Владимира Хроменкова выиграла серии матчей у «Факела» и «Губернии». В финале чемпионата «Урал» потерпел поражение от «Белогорья» с результатом 0—3.
Вскоре после окончания чемпионата руководство «Урала» объявило, что клуб в следующем сезоне откажется от завоёванной возможности выступить в Лиге чемпионов по причине отсутствия подходящего для матчей такого уровня зала, а состав команды претерпит существенные изменения в связи с неопределённым финансовым положением. 20 февраля 2014 года игроки и тренеры «Урала» обратились к президенту Республики Башкортостан Рустэму Хамитову с открытым письмом, в котором сообщили, что в клубе в течение пяти месяцев не выплачиваются зарплаты. В начале марта из-за финансовых трудностей ушёл в отставку приглашённый в межсезонье главный тренер итальянец Флавио Гулинелли, по ходу сезона команду также покинули оба легионера — доигровщики Бьёрн Андре и Никола Ковачевич. Вследствие нерешённых проблем с финансированием «Урал» не вышел на матч чемпионата России против новосибирского «Локомотива», который должен был состояться 16 марта. Тем не менее уфимцы продолжили участие в чемпионате, заняли по итогам предварительного этапа 12-е место и в переходном турнире отстояли своё право играть в Суперлиге.
11 июля 2014 года министр спорта и молодёжной политики Республики Башкортостан Андрей Иванюта  заявил о переводе «Урала» из Суперлиги в высшую лигу «Б», но к концу месяца клуб получил необходимое финансирование, объявил о готовности продолжать выступления в элитном дивизионе и в целом сохранил свой состав, в частности основного нападающего Романа Данилова и блокирующего Леонида Кузнецова. На предварительном этапе чемпионата России-2014/15 уфимцы под руководством Игоря Пасечника заняли предпоследнее место, не смогли подняться выше и после матчей плей-аут, но, как и годом ранее, выиграли переходный турнир.
В следующих четырёх сезонах «Урал» дважды пробивался в плей-офф чемпионатов страны и два раза оставался вне восьмёрки сильнейших команд Суперлиги. Уфимский коллектив в этот период возглавляли Борис Гребенников, Даниэле Баньоли, а с декабря 2018 года — Константин Сиденко; основным связующим команды был Дмитрий Ковалёв. Серьёзной проблемой «Урала» являлась позиция диагонального: через команду прошли Сергей Тютлин, Андрей Максимов, Александр Кимеров, Никита Алексеев, Андрей Колесник, Павел Мороз, Михал Ласко, Родион Мискевич, но из-за травм или нестабильной игры никто из них не стал главным действующим лицом в атаке. В 2017 году воспитанник уфимского волейбола доигровщик Егор Феоктистов в составе сборной России выиграл золото чемпионата Европы.
В сезон-2019/20 «Урал» входил существенно обновлённым. Полностью сменилась линия связующих — вместо Дмитрия Ковалёва и Андрея Зубкова были заявлены чемпион Европы из Сербии Никола Йовович и Сергей Макаров; вернулись в Уфу блокирующий Леонид Кузнецов, доигровщик Алексей Спиридонов и диагональный Никита Алексеев, состав команды также пополнили доигровщик Денис Бирюков и болгарский блокирующий Светослав Гоцев. После относительно неплохого старта в чемпионате России «Урал» выдал серию из 8 поражений подряд и оказался в нижней части турнирной таблице. В феврале 2020 года Константин Сиденко ушёл в отставку, новым главным тренером команды стал президент клуба Валерий Багметов, а старшим тренером — Виктор Сидельников, под руководством которых «Урал» в оставшихся матчах одержал лишь одну победу и не сумел спасти сезон, заняв в итоге 12-е место. 
В апреле 2020 года уфимскую команду возглавил Игорь Шулепов. В чемпионате России-2020/21 «Урал» занял 7-е место, что стало лучшим результатом с 2013 года, однако затем клуб расстался с рядом игроков основного состава и в новом сезоне не смог побороться за выход в плей-офф. В марте 2022 года Шулепова на посту главного тренера сменил его прежний ассистент Юрий Лисицкий, но через год и он был отправлен в отставку. Сезон-2022/23 «Урал» завершал под руководством старшего тренера Антона Малышева и проиграл в первом раунде плей-офф уренгойскому «Факелу». Летом 2023 года команду возглавил Андрей Воронков, но уже после девяти туров чемпионата его сменил Игорь Шулепов. По итогам регулярного сезона «Уралу» не удалось выйти в плей-офф.
В августе 2024 года клуб сменил название на «Динамо-Урал» в связи с тем, что его учредителем стало Физкультурно-спортивное общество «Динамо» Республики Башкортостан.

## Результаты выступлений

### Чемпионат России
| Сезон   | Лига              | Место | И  | В  | П  | С/П    | Главный тренер                       |
| ------- | ----------------- | ----- | -- | -- | -- | ------ | ------------------------------------ |
| 1992/93 | 2-я лига (III)    | 6-е   |    |    |    |        | Валерий Багметов                     |
| 1993/94 | 2-я лига (III)    | 2-е   |    |    |    |        | Валерий Багметов                     |
| 1994/95 | 1-я лига (II)     | 6-е   |    |    |    |        | Валерий Багметов                     |
| 1995/96 | Высшая лига (II)  | 1-е   | 40 | 31 | 9  | 103:42 | Валерий Багметов                     |
| 1996/97 | Суперлига (I)     | 6-е   | 34 | 5  | 29 | 29:88  | Валерий Багметов                     |
| 1996/97 | Переходный турнир | 2-е   | 6  | 4  | 2  | 13:7   | Валерий Багметов                     |
| 1997/98 | Суперлига «A» (I) | 5-е   | 30 | 8  | 22 | 39:74  | Валерий Багметов                     |
| 1998/99 | Суперлига «A» (I) | 6-е   | 20 | 3  | 17 | 21:54  | Валерий Багметов                     |
| 1999/00 | Суперлига (I)     | 9-е   | 31 | 14 | 17 | 56:60  | Валерий Багметов                     |
| 2000/01 | Суперлига (I)     | 9-е   | 42 | 17 | 25 | 66:101 | Валерий Багметов, Владимир Герасимов |
| 2001/02 | Суперлига (I)     | 10-е  | 44 | 15 | 29 | 67:110 | Владимир Герасимов                   |
| 2002/03 | Суперлига (I)     | 12-е  | 44 | 11 | 33 | 51:109 | Владимир Герасимов                   |
| 2003/04 | Суперлига (I)     | 9-е   | 34 | 16 | 18 | 57:72  | Юрий Маричев                         |
| 2004/05 | Суперлига (I)     | 9-е   | 36 | 19 | 17 | 78:69  | Юрий Маричев                         |
| 2005/06 | Суперлига (I)     | 5-е   | 33 | 21 | 12 | 76:53  | Юрий Маричев                         |
| 2006/07 | Суперлига (I)     | 9-е   | 23 | 10 | 13 | 44:48  | Юрий Маричев                         |
| 2007/08 | Суперлига (I)     | 6-е   | 26 | 12 | 14 | 55:58  | Юрий Маричев                         |
| 2008/09 | Суперлига (I)     | 7-е   | 28 | 14 | 14 | 54:53  | Юрий Маричев                         |
| 2009/10 | Суперлига (I)     | 9-е   | 34 | 17 | 17 | 69:64  | Зоран Гаич                           |
| 2010/11 | Суперлига (I)     | 11-е  | 34 | 12 | 22 | 59:75  | Зоран Гаич, Ярослав Антонов          |
| 2011/12 | Суперлига (I)     | 5-е   | 25 | 15 | 10 | 54:48  | Анджолино Фригони                    |
| 2012/13 | Суперлига (I)     | 2-е   | 35 | 24 | 11 | 82:55  | Анджолино Фригони                    |
| 2013/14 | Суперлига (I)     | 12-е  | 22 | 8  | 14 | 33:49  | Флавио Гулинелли, Игорь Пасечник     |
| 2013/14 | Переходный турнир | 1-е   | 6  | 5  | 1  | 17:7   | Игорь Пасечник                       |
| 2014/15 | Суперлига (I)     | 13-е  | 36 | 11 | 25 | 54:87  | Игорь Пасечник                       |
| 2014/15 | Переходный турнир | 1-е   | 6  | 5  | 1  | 15:5   | Игорь Пасечник                       |
| 2015/16 | Суперлига (I)     | 9-е   | 26 | 9  | 17 | 47:57  | Борис Гребенников                    |
| 2016/17 | Суперлига (I)     | 8-е   | 28 | 13 | 15 | 47:57  | Борис Гребенников                    |
| 2017/18 | Суперлига (I)     | 9-е   | 29 | 16 | 13 | 60:51  | Даниэле Баньоли                      |
| 2018/19 | Суперлига (I)     | 8-е   | 31 | 12 | 19 | 49:71  | Даниэле Баньоли, Константин Сиденко  |
| 2019/20 | Суперлига (I)     | 12-е  | 19 | 5  | 14 | 30:43  | Константин Сиденко, Валерий Багметов |
| 2020/21 | Суперлига (I)     | 7-е   | 28 | 14 | 14 | 49:53  | Игорь Шулепов                        |
| 2021/22 | Суперлига (I)     | 12-е  | 32 | 9  | 23 | 51:78  | Игорь Шулепов, Юрий Лисицкий         |
| 2022/23 | Суперлига (I)     | 10-е  | 32 | 16 | 16 | 58:56  | Юрий Лисицкий, Антон Малышев         |
| 2023/24 | Суперлига (I)     | 13-е  | 36 | 14 | 22 | 65:79  | Андрей Воронков, Игорь Шулепов       |
| 2024/25 | Суперлига (I)     | 7-е   | 32 | 17 | 15 | 64:57  | Борис Колчин                         |

### Еврокубки
| Сезон   | Место                | И  | В | П | С/П   | Главный тренер    |
| ------- | -------------------- | -- | - | - | ----- | ----------------- |
| 2006/07 | 1/4 финала Кубка CEV | 7  | 5 | 2 | 17:10 | Юрий Маричев      |
| 2012/13 | финал Кубка вызова   | 12 | 9 | 3 | 30:13 | Анджолино Фригони |

## Достижения
- Серебряный призёр чемпионата России — 2012/13.
- Серебряный призёр Кубка России — 1999.
- Четвертьфиналист Кубка Европейской конфедерации волейбола — 2006/07.
- Финалист Кубка вызова — 2012/13.

## Капитаны команды
- 1996/97 — Радик Каримов
- 1997/98, 1999/00—2000/01 — Юрий Маричев
- 1998/99 — Владислав Макаров
- 2000/01 — Сергей Мякишев
- 2001/02 — Владимир Хроменков
- 2002/03 — Руслан Чигрин, Андрей Зубков
- 2003/04 — Константин Сиденко
- 2004/05—2005/06 — Николай Иванов
- 2006/07 — Андрей Жеков
- 2007/08 — Евгений Матковский
- 2008/09 — Константин Ушаков
- 2009/10—2010/11 — Алексей Бовдуй
- 2011/12—2012/13 — Алексей Казаков
- 2013/14 — Павел Зайцев
- 2014/15—2015/16 — Леонид Кузнецов
- 2016/17 — Дмитрий Ковалёв
- 2017/18—2018/19 — Андрей Титич
- 2019/20 — Сергей Макаров, Леонид Кузнецов
- 2020/21 — Леонид Кузнецов
- 2021/22—2022/23 — Егор Феоктистов
- 2023/24 — Александр Бутько
- С 2024 — Сергей Савин

## Сезон-2024/25

### Переходы
- Пришли: главный тренер Борис Колчин, связующий Антон Аношко («Тюмень»), диагональный Романас Шкулявичус («Динамо»), доигровщики Андрей Сурмачевский («Зенит» Казань), Кирилл Урсов («Енисей»), Сергей Савин («Локомотив») и Кирилл Моторыгин («Тархан»), центральный блокирующий Петар Крсманович («Газпром-Югра»), либеро Алексей Чанчиков («Зенит» Казань).
- Ушли: главный тренер Игорь Шулепов («Текстильщик»), связующий Александр Бутько («Зенит» Санкт-Петербург), диагональный Евгений Рыбаков, доигровщики Егор Феоктистов (оба — «Нова»), Милад Эбадипур («Ченстохова», Польша), Урош Ковачевич («Пьяченца», Италия) и Никита Иванков, центральный блокирующий Александр Гуцалюк, либеро Максим Будюхин («Белогорье»).
- Дозаявлен связующий Слави Костадинов («Зенит» Санкт-Петербург).
- Отзаявлен связующий Антон Аношко (МГТУ).

### Состав команды
| №                       | Имя                     | Год рождения            | Рост                    |                         |                         |
| Центральные блокирующие | Центральные блокирующие | Центральные блокирующие | Центральные блокирующие | Центральные блокирующие | Центральные блокирующие |
| ----------------------- | ----------------------- | ----------------------- | ----------------------- | ----------------------- | ----------------------- |
| 4                       | Артём Мельников         | 1999                    | 204                     |                         |                         |
| 5                       | Егор Якутин             | 1997                    | 207                     |                         |                         |
| 7                       | Петар Крсманович        | 1990                    | 205                     |                         |                         |
| 13                      | Никита Горбанов         | 2001                    | 207                     |                         |                         |
| Связующие               |                         |                         |                         |                         |                         |
| 1                       | Андрей Ушков            | 1999                    | 193                     |                         |                         |
| 2                       | Слави Костадинов        | 2001                    | 203                     |                         |                         |
| Диагональные            |                         |                         |                         |                         |                         |
| 8                       | Романас Шкулявичус      | 1992                    | 198                     |                         |                         |
| 22                      | Роман Поталюк           | 2001                    | 210                     |                         |                         |

| №                                                            | Имя                 | Год рождения | Рост        |             |             |
| Доигровщики                                                  | Доигровщики         | Доигровщики  | Доигровщики | Доигровщики | Доигровщики |
| ------------------------------------------------------------ | ------------------- | ------------ | ----------- | ----------- | ----------- |
| 3                                                            | Андрей Сурмачевский | 1996         | 195         |             |             |
| 10                                                           | Кирилл Урсов        | 1995         | 196         |             |             |
| 11                                                           | Сергей Савин        | 1988         | 201         |             |             |
| 21                                                           | Кирилл Моторыгин    | 2003         | 198         |             |             |
| Либеро                                                       |                     |              |             |             |             |
| 9                                                            | Алексей Чанчиков    | 1997         | 190         |             |             |
| 15                                                           | Игорь Фролов        | 1999         | 186         |             |             |
| Главный тренер — Борис Колчин Старший тренер — Антон Малышев |                     |              |             |             |             |

## Молодёжная команда
Молодёжная команда «Беркуты Урала» — участник всех чемпионатов Молодёжной волейбольной лиги с момента её создания. Старший тренер команды — Игорь Пасечник. В сезоне-2018/19 «Беркуты Урала» завоевали бронзовые медали чемпионата и Кубка Молодёжной лиги.

## Арена
Спортивный комплекс «Динамо» (вместимость — 1500 человек).
Адрес: Уфа, улица Карла Маркса, 2.